# I. e. 420
Évszázadok: i. e. 6. század – i. e. 5. század – i. e. 4. század
Évtizedek: i. e. 470-es évek – i. e. 460-as évek – i. e. 450-es évek – i. e. 440-es évek – i. e. 430-as évek – i. e. 420-as évek – i. e. 410-es évek – i. e. 400-as évek – i. e. 390-es évek – i. e. 380-as évek – i. e. 370-es évek
Évek: i. e. 425 – i. e. 424 – i. e. 423 – i. e. 422 –  i. e. 421 – i. e. 420 – i. e. 419 – i. e. 418 – i. e. 417 – i. e. 416 – i. e. 415

## Események

### Görögország
A fiatal és népszerű Alkibiadészt Athén sztratégoszává (a tízfős katonai vezetés egyike) választják és fokozatosan az állam politikai életének domináns személyévé válik. Négyes szövetséget (Athén, Argosz, Mantineia és Elisz) szervez a spártai-boiótiai szövetség ellenében. 

### Itália
- Rómában a consuli jogkörű katonai tribunusok Lucius Quinctius Cincinnatus (vagy Titus Quinctius Pennus Cincinnatus), Marcus Manlius Vulso, Lucius Furius Medullinus és Aulus Sempronius Atratinus.

## Kultúra
- Bemutatják Euripidész Az esdeklők c. tragédiáját

## Születések
- Iszaiosz, görög szónok

## Halálozások
- Protagórasz, görög filozófus (szül. i.e. 490 körül)
- Kallikratész, görög építész

## Fordítás
- Ez a szócikk részben vagy egészben  a(z)   420 BC című angol Wikipédia-szócikk ezen változatának fordításán alapul.  Az eredeti cikk szerkesztőit annak laptörténete sorolja fel. Ez a jelzés csupán a megfogalmazás eredetét és a szerzői jogokat jelzi, nem szolgál a cikkben szereplő információk forrásmegjelöléseként.